# Wojciech Mrówczyński (kardiochirurg)
Wojciech Mrówczyński – polski kardiochirurg dziecięcy, doktor habilitowany medycyny. Związany z Kliniką Kardiochirurgii Dziecięcej Uniwersytetu Medycznego im. Karola Marcinkowskiego w Poznaniu. 

## Życiorys
Studia medyczne ukończył na Akademii Medycznej w Poznaniu w 1997, gdzie następnie został zatrudniony. W czasie poznańskich studiów odbył także roczny staż na włoskim Universita degli Studi di Perugia (1993-1994). Doktoryzował się na macierzystej uczelni w 2003 na podstawie pracy Ocena odpowiedzi immunologicznej na wszczep ksenogeniczny stosowany w korekcji wrodzonych wad serca, przygotowanej pod kierunkiem Michała Wojtalika. Habilitował się w 2012 na podstawie rozprawy pt. Ocena przydatności biodegradowalnych pierścieni anuloplastycznych "Bio-Ring" w chirurgicznym leczeniu niedomykalności zastawek przedsionkowo-komorowych serca u dzieci.
W ramach Uniwersytetu Medycznego w Poznaniu pracuje w Klinice Kardiochirurgii Dziecięcej Katedry Kardio-Torakochirurgii Wydziału Lekarskiego II (Szpital przy ul. Szpitalnej 27/33).
Członek Cardiothoracic Surgery Network oraz European Association for Cardio-Thoracic Surgery. W dorobku naukowym ma szereg opracowań oryginalnych, publikowanych w czasopismach krajowych i zagranicznych.